# Equmeniakyrkan Huskvarna

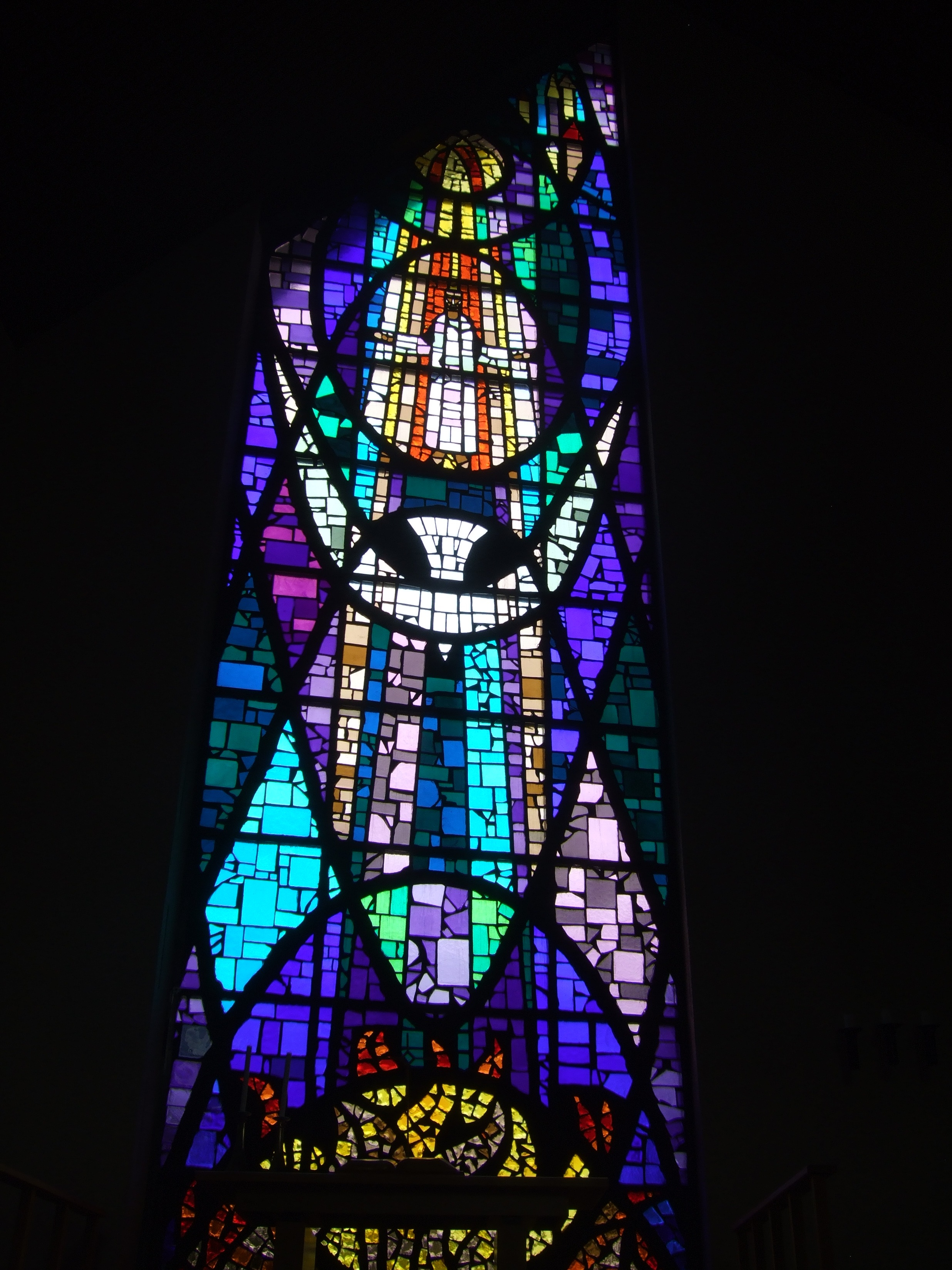
Glasfönstret i Equmeniakyrkan Huskvarna.

Equmeniakyrkan Huskvarna (tidigare Huskvarna missionskyrka) är en svensk kyrkobyggnad i Huskvarna. Den tillhör Equmeniakyrkan, efter att tidigare ha ingått i Svenska Missionskyrkan. Nuvarande kyrkobyggnad invigdes 1960. Kyrkan är känd för sitt stora fondfönster gjort av glas samt en orgel byggd av den kända danska orgelfirman Marcussen.[källa behövs]